# 博爾滕峰
71°49′S 1°44′W / 71.817°S 1.733°W
博爾滕峰，是南極洲的山峰，位於毛德皇后地的瑪塔公主海岸，處於利特維林加內岩以北6公里，屬於阿爾曼嶺的一部分，挪威製圖師根據探險隊的測量和空中照片繪入地圖，現時由南極條約體系管理。